# Glavoč istarski
Istarski glavoč (lat. Didogobius splechtnai) riba je iz porodice Glavoča (Gobiidae). Zabilježen prvi put 1995, a kod nas je pronađen 03.06.2001. pokraj Pule. Stanište mu je Mediteransko more, Italija i Španjolska, može ga se naći na manjim dubinama, 7–11 m, na skrovitim dijelovima. Glava je smeđe boje, tijelo naizmjenice smeđe i žućkasto, kakva mu je i repna peraja. Ova vrsta je jedna od najmanjih i naraste samo do 2.5 cm (najveći primjerak je imao 2,81 cm - ženka).

## Vanjske poveznice
- IZOR[neaktivna poveznica]

|  | Zajednički poslužitelj ima još gradiva o temi Didogobius splechtnai |
|  | Wikivrste imaju podatke o taksonu Didogobius splechtnai             |